# پایدارکننده نگاره
پایدارکننده نگاره یا تثبیت‌کننده تصویر (IS) خانواده‌ای از تکنیک‌هایی است که باعث کاهش تاری در ارتباط با حرکت دوربین یا دستگاه تصویربرداری دیگر در هنگام قرار گرفتن در معرض نور می‌شود.
به‌طور کلی، آن را با جابجایی پانل و شیب (حرکت زاویه ای، معادل خمیازه و زمین) دستگاه تصویربرداری جبران می‌کند، اگرچه تثبیت کننده تصویر الکترونیکی می‌تواند چرخش را جبران کند.
این در دوربین‌های شکاری تثبیت کننده تصویر، دوربین‌های ثابت و تصویری، تلسکوپ‌های نجومی و همچنین تلفن‌های هوشمند به‌طور عمده از سطح بالا استفاده می‌شود. در دوربین‌های ثابت، لرزش دوربین در سرعت کم شاتر یا لنزهای با فاصله کانونی طولانی (تله فوتو یا زوم) مشکل خاصی است. با دوربین‌های فیلمبرداری، لرزش دوربین باعث ضرب و شتم قابل مشاهده قاب به فریم در فیلم ضبط شده می‌شود. در نجوم، مشکل لرزش لنز با تغییر
در جو تقویت می‌شود، که باعث تغییر موقعیت‌های ظاهری اشیاء در طول زمان می‌شود.

## کاربردها در عکاسی ثابت
در عکاسی، تثبیت کننده تصویر می‌تواند سرعت شاتر ۲ تا ۵٫۵ متوقف کندتر شود (قرار گرفتن در معرض ۴ تا ۲۲ ۱–۲ برابر بیشتر) و حتی سرعت مؤثرتر کندتر گزارش می‌شود.
قانون انگشت شست برای تعیین کمترین سرعت شاتر ممکن است برای نگه داشتن دستی بدون تاری قابل توجهی در اثر لرزش دوربین، گرفتن تلاقی طول کانونی معادل ۳۵ میلی‌متر لنز است که به عنوان "قانون 1 / mm" نیز شناخته می‌شود. به عنوان مثال، در فاصله کانونی ۱۲۵ میلی‌متر در یک دوربین ۳۵ میلی‌متر، لرزش یا لرزش دوربین می‌تواند در صورت کندتر بودن سرعت شاتر از ۱۲۵/۱ ثانیه تأثیر بگذارد. در نتیجه
سرعت شاتر آهسته‌تر ۲ تا ۴/۵ توقف اجازه داده شده توسط IS، تصویری گرفته شده با سرعت ۱۵۱۲۵ ثانیه با یک لنز معمولی می‌تواند در حالت ۱/۱۵ یا ۱/۸ ثانیه با IS گرفته شود. لنزهای مجهز تقریباً با همان کیفیت تولید می‌کند. وضوح قابل دستیابی با سرعت معین می‌تواند به طرز چشمگیری افزایش یابد. [۲] هنگام محاسبه فاصله کانونی مؤثر، در نظر گرفتن قالب تصویری که دوربین از آن استفاده می‌کند، مهم است. به عنوان مثال، بسیاری از دوربین‌های دیجیتال SLR از یک سنسور تصویر استفاده می‌کنند که به اندازه ۲ / ۳، ۵ / ۸ یا ۱
/ ۲ به اندازه یک قاب فیلم ۳۵ میلی‌متر است. این بدان معنی است که قاب ۳۵ میلی‌متر از اندازه سنسور دیجیتال ۱٫۵، ۱٫۶ یا ۲ برابر است. مقادیر دوم به عنوان عامل زراعی، عامل برداشت محصول از منظر دیدگاه، ضرب طول کانونی یا فاکتور فرمت گفته می‌شود.
به عنوان مثال، در یک دوربین با ضریب دو محصول، یک لنز ۵۰ میلی‌متر همان منظره ای را به عنوان لنز ۱۰۰ میلی‌متری که در یک دوربین فیلم ۳۵ میلی‌متری استفاده می‌شود، تولید می‌کند و به‌طور معمول می‌توان آن را در ۱–۱۰۰ ثانیه انجام داد.
اما، تثبیت کننده تصویر مانع از تاری حرکت در اثر حرکت سوژه یا حرکات شدید دوربین نمی‌شود. تثبیت کننده تصویر فقط برای کاهش تاری ایجاد شده است که از لرزش طبیعی لنز به دلیل تیراندازی با دست در دقیقه ناشی می‌شود. برخی از لنزها و بدنه دوربین شامل حالت panning ثانویه یا «حالت فعال» تهاجمی تر هستند که هر دو با جزئیات بیشتر در زیر تثبیت کننده تصویر نوری توضیح داده شده‌اند.
ویژگی‌های تثبیت کننده تصویر، هنگامی که دوربین از نظر فنی - اما نه به‌طور مؤثر - در جای خود قرار دارد، می‌تواند مزیتی در اخترفوتوگرافی باشد. Pentax K-5 و Kr می‌توانند از قابلیت تغییر سنسور خود برای کاهش مسیرهای ستاره در مواقع مناسب در معرض قرار گرفتن در هنگام مجهز بودن به لوازم جانبی GPS O-GPS1 برای داده‌های موقعیت استفاده کنند. در واقع، تثبیت حرکت زمین را جبران می کند، نه دوربین.
ویژگی‌های تثبیت کننده تصویر، هنگامی که دوربین از نظر فنی- اما نه به‌طور مؤثر- در جای خود قرار دارد، می‌تواند مزایایی در اختر نگاری باشد. پنتاکس K-5 و K-r می‌توانند از قابلیت تغییر سنسور خود برای کاهش مسیرهای ستاره در مواقع مناسب در معرض قرار گرفتن، در هنگام مجهز بودن به لوازم جانبی GPS O-GPS1 برای داده‌های موقعیت استفاده کنند. در واقع، تثبیت حرکت زمین را جبران می‌کند، نه دوربین. [۳]

## تکنیک
دو نوع تثبیت مبتنی بر لنز یا مبتنی بر بدن وجود دارد. اینها به مکانی که سیستم تثبیت کننده در آن قرار دارد اشاره دارد. هر دو مزایا و مضرات خود را دارند. [۴]
تثبیت کننده تصویر نوری
تثبیت کننده تصویر نوری (OIS , IS یا OS) مکانیزمی است که در دوربین‌های ثابت یا فیلمبرداری استفاده می‌شود و با تغییر مسیر نوری به سنسور، تصویر ثبت شده را تثبیت می‌کند. این فناوری در لنزها اجرا می‌شود، به‌طور جداگانه از تثبیت کننده تصویر درون بدن، که با حرکت حسگر به عنوان عنصر نهایی در مسیر نوری عمل می‌کند.
عنصر اصلی همه سیستم‌های تثبیت نوری این است که آنها قبل از تبدیل سنسور تصویر به اطلاعات دیجیتال، تصویر پیش‌بینی شده در حسگر را تثبیت می‌کنند. IBIS می‌تواند حداکثر ۵ محور حرکت داشته باشد:
، Y , Roll , Yaw و Pitch. IBIS مزیت اضافه ای در کار با همه لنزها دارد. [۵] [۶] [۷]
شرکتهای مختلف برای فناوری OIS نامهای مختلفی دارند، به عنوان مثال:
- کاهش لرزش (VR) - نیکون (اولین لنز تثبیت شده دو محور نوری، زوم ۳۸–۱۰۵ میلی‌متر f / 4-7.8 را که درون دوربین Nikon Zoom 700VR ساخته شده است (ایالات متحده: Zoom-Touch 105 VR) در سال ۱۹۹۴) [۸] [۹] تثبیت کننده تصویر (IS) - کانن در سال 1995 EF ۷۵–۳۰۰ میلی‌متر f / 4--5.6 IS USM) را معرفی کرد. در سال ۲۰۰۹، آنها اولین لنز خود (EF 100mm F2.8 Macro L را معرفی کردند تا از یک هیبرید چهار محور استفاده کنند. است. ضد لرزش (AS) - مینولتا و کونیکا مینولتا (مینولتا اولین لرزشگیر تصویر محور مبتنی بر سنسور را با DiMAGE A1 در سال ۲۰۰۳ معرفی کرد) IBIS - تثبیت کننده تصویر در بدن - Olympus Optical SteadyShot (OSS) - سونی (برای سایبر شات و چندین لنز α-E سوار) MegaOIS , PowerOIS - پاناسونیک و لایکا SteadyShot (SS) , Super SteadyShot (SSS) , SteadyShot INSIDE (SSI) - سونی (بر اساس اصل ضد لرزه کونیکا مینولتا، سونی یک نوع دو فریم کامل دو محور را برای DSLR-A900 در سال ۲۰۰۸ و یک ۵ محوره معرفی کرد تثبیت کننده برای فریم کامل ILCE-7M2 در سال ۲۰۱۴) تثبیت نوری (OS) - سیگما جبران لرزش (VC) - Tamron کاهش لرزش (SR) - پنتاکس PureView - نوکیا (اولین سنسور تثبیت شده اپتیکال تلفن همراه، ساخته شده در لومیا 920) UltraPixel - HTC (تثبیت کننده تصویر فقط برای HTC One & 2016 HTC 10 با UltraPixel 2013 موجود است. این برای HTC One (M8) یا HTC Butterfly S که دارای UltraPixel نیز نیست) در دسترس نیست.

بیشتر تلفن‌های هوشمند رده بالا از اواخر سال ۲۰۱۴ از تثبیت کننده نوری تصویر برای عکس‌ها و فیلم‌ها استفاده می‌کنند. [۱۰]

#### مبتنی بر لنز
در اجرای نیکون و کانن، با استفاده از یک عنصر عدسی شناور کار می‌کند که به صورت ارتودنسی به محور نوری لنز با استفاده از الکترومغناطیس منتقل می‌شود. [۱۱] لرزش با استفاده از دو سنسور سرعت زاویه ای پیزوالکتریک (که اغلب آنها را حسگر ژیروسکوپی می‌نامند) شناسایی می‌شود، یکی برای تشخیص حرکت افقی و دیگری برای تشخیص حرکت عمودی. [۱۲] در نتیجه، این نوع تثبیت کننده تصویر فقط برای چرخش
محورهای پیچ و خم، اصلاح می‌شود ، [۱۳] [۱۴] و نمی‌تواند برای چرخش حول محور نوری اصلاح کند. بعضی از لنزها حالت ثانویه دارند که لرزش دوربین فقط عمودی را خنثی می‌کند. این حالت در هنگام استفاده از تکنیک panning مفید است. برخی از این لنزها به‌طور خودکار آن را فعال می‌کنند. دیگران از سوئیچ لنز استفاده می‌کنند.
برای جبران لرزش دوربین در هنگام فیلمبرداری هنگام راه رفتن، پاناسونیک Power Hybrid OIS + را با اصلاح پنج محور معرفی کرد: چرخش محور، چرخش افقی، چرخش عمودی و حرکت افقی و عمودی. [۱۵]
برخی از لنزهای با قابلیت Nikon VR حالت «فعال» را برای شلیک از وسیله نقلیه در حال حرکت، مانند ماشین یا قایق ارائه می‌دهند، که تصور می‌شود لرزش‌های بزرگتر از حالت «عادی» اصلاح کند. [۱۶] با این حال، حالت فعال مورد استفاده برای عکسبرداری عادی می‌تواند نتایج ضعیف تری نسبت به حالت عادی داشته باشد.
[۱۷] این امر به این دلیل است که حالت فعال برای کاهش حرکات سرعت زاویه ای بالاتر (به‌طور معمول در هنگام شلیک از یک سکو به شدت در حال حرکت با استفاده از سرعت شاتر سریعتر) بهینه می‌شود، در جایی که حالت عادی سعی می‌کند حرکات سرعت زاویه ای پایین‌تر را در یک دامنه و بازه بزرگتر کاهش دهد (به‌طور معمول حرکت بدن و دست هنگام ایستادن بر روی
یک سکوی ثابت یا به آرامی در حالی که از سرعت شاتر آهسته‌تر استفاده می‌کنید).
بیشتر تولیدکنندگان پیشنهاد می‌کنند وقتی لنز روی سه‌پایه قرار گرفته باشد، ویژگی IS را خاموش کنید زیرا این امر می‌تواند نتایج نامناسبی را ایجاد کند و به‌طور کلی غیر ضروری است. بسیاری از لنزهای تثبیت کننده تصویر مدرن (بخصوص لنزهای IS اخیر اخیر کانن) قادر به تشخیص خودکار بودن نصب شده در سه‌پایه هستند (در نتیجه خواندن لرزش بسیار کم) و IS را به‌طور خودکار غیرفعال می‌کنند تا از این و هر نتیجه کاهش کیفیت تصویر جلوگیری کنند. این سیستم همچنین قدرت باتری را به خود جلب می‌کند، بنابراین غیرفعال کردن آن در صورت عدم نیاز شارژ باتری را افزایش می‌دهد.
بیشتر تولیدکنندگان پیشنهاد می‌کنند وقتی لنز روی سه‌پایه قرار گرفته باشد، ویژگی IS را خاموش کنید زیرا این امر می‌تواند باعث نتایج نامنظم شود و عموماً غیر ضروری است. بسیاری از لنزهای تثبیت کننده تصویر مدرن (به ویژه لنزهای IS اخیر اخیر کانن) قادر به تشخیص خودکار بودن نصب شده در سه‌پایه هستند (در نتیجه خواندن لرزش بسیار کم) و IS را به‌طور خودکار غیرفعال می‌کنند تا از جلوگیری از این و کاهش کیفیت بعدی پیامد جلوگیری کنند.
[۱۸] این سیستم همچنین قدرت باتری را به خود جلب می‌کند، بنابراین غیرفعال کردن آن در صورت عدم نیاز شارژ باتری را افزایش می‌دهد.
ثبات بر پایه لنز همچنین مزایایی نسبت به تثبیت در بدن دارد. در شرایط کم نور یا کنتراست کم، سیستم فوکوس اتوماتیک (فاقد حسگر تثبیت شده) قادر به کار دقیق تر در هنگام تثبیت تصویر از لنزها است. [نیاز به استناد] در دوربین‌هایی که دارای منظره یاب نوری هستند، تصویر دیده می‌شود. توسط عکاس از طریق لنزهای تثبیت شده (برخلاف تثبیت بدن) جزئیات بیشتری را به دلیل پایداری آن آشکار می‌کند، و همچنین قاب‌بندی صحیح را آسان‌تر می‌کند. این خصوصاً در مورد لنزهای تله فوتو طولانی‌تر اتفاق می‌افتد.
این مزیت در دوربین‌های سیستم جمع و جور رخ نمی‌دهد، زیرا خروجی سنسور به صفحه نمایش یا منظره یاب الکترونیکی تثبیت می‌شود.

#### تغییر سنسور
آن بهره می‌برند.
سنسور ضبط تصویر را می‌توان به گونه ای جابجا کرد که بتواند حرکت دوربین را خنثی کند، فناوری که اغلب به آن تثبیت مکانیکی تصویر گفته می‌شود. هنگام چرخش دوربین، باعث ایجاد خطای زاویه ای،
ژیروسکوپ‌ها اطلاعات را به محرک که سنسور را حرکت می‌دهد، رمزگذاری می‌کنند. [۱۹] این سنسور برای حفظ پیش‌بینی تصویر بر روی صفحه تصویر منتقل شده است، که تابعی از فاصله کانونی لنزهای مورد استفاده است. دوربین‌های مدرن می‌توانند به‌طور خودکار اطلاعات مربوط به فاصله کانونی را از لنزهای مدرن ساخته شده برای آن دوربین بدست آورند. بعضی از لنزها را می‌توان با یک تراشه که ارتباط کانونی را برقرار می‌کند، مجدداً نصب کرد. مینولتا و کونیکا مینولتا از تکنیکی به نام Anti-Shake (AS) استفاده کردند که
اکنون به صورت SteadyShot (SS) در خط α سونی و Shake Reduction (SR) در دوربین‌های سری Pentax K و سری Q به بازار عرضه می‌شود که به زاویه ای بسیار دقیق متکی است. سنسور نرخ برای تشخیص حرکت دوربین. [20] Olympus تثبیت کننده تصویر را با بدنه E-510 D-SLR خود معرفی کرده و از سیستمی ساخته شده در اطراف درایو موج مافوق صوت خود استفاده می‌کند. [۲۱] سایر تولیدکنندگان از پردازنده‌های سیگنال دیجیتال (DSP) برای تجزیه و تحلیل تصویر در پرواز استفاده می‌کنند و سپس حسگر
را به‌طور مناسب منتقل می‌کنند. تعویض حسگر همچنین در بعضی از دوربین‌ها توسط Fujifilm , Samsung , Casio Exilim و Ricoh Caplio استفاده می‌شود. [۲۲]
مزیت انتقال سنسور تصویر به جای لنز این است که حتی در لنزهای ساخته شده بدون تثبیت کننده، می‌توان تصویر را تثبیت کرد. این ممکن است باعث شود که با بسیاری از لنزهای غیرقابل تثبیت، لرزش کار کند و وزن
و پیچیدگی لنزها را کاهش می‌دهد. علاوه بر این، هنگامی که فناوری تثبیت کننده تصویر بر اساس سنسور بهبود می‌یابد، باید از دوربین جایگزین کنید تا از این پیشرفت‌ها استفاده کند، که معمولاً بسیار ارزان‌تر از جایگزینی همه لنزهای موجود در صورت تکیه بر تثبیت کننده تصویر مبتنی بر لنز است. برخی از اجرای تثبیت کننده تصویر بر اساس حسگر قادر به اصلاح چرخش رول دوربین هستند، حرکتی که با فشار دادن دکمه شاتر به راحتی هیجان زده می‌شود. هیچ سیستم مبتنی بر لنز نمی‌تواند این منبع بالقوه تار شدن تصویر
را برطرف کند. محصول جانبی از جبران «رول» موجود این است که دوربین می‌تواند به‌طور خودکار برای افق‌های کج شده در حوزه نوری تصحیح کند، مشروط بر اینکه به سطح روحیه الکترونیکی مانند دوربین‌های Pentax K-7 / K-5 مجهز باشد.
یکی از معایب اصلی حرکت سنسور تصویر در خود این است که تصویری که در منظره یاب پیش‌بینی می‌شود تثبیت نشده است. اما، این مسئله در مورد دوربین‌هایی
که از منظره یاب الکترونیکی (EVF) استفاده می‌کنند، نیست، زیرا تصویر پیش‌بینی شده در آن منظره یاب از خود سنسور تصویر گرفته شده است. به‌طور مشابه، تصویری که در صورت استفاده از سیستم حسگر فوکوس فاز تشخیص داده شده و جزئی از سنسور تصویر نیست، تثبیت نمی‌شود.
برخی از بدنه‌های دوربین که قادر به تثبیت بدن هستند، می‌توانند به صورت دستی در طول کانونی معین تنظیم
شوند. سیستم تثبیت آنها تصحیح می‌کند که انگار این لنز فاصله کانونی متصل است، بنابراین دوربین می‌تواند لنزهای قدیمی تر را تثبیت کند، و لنزها از سازندگان دیگر استفاده کنند. این با لنزهای زوم قابل استفاده نیست، زیرا طول کانونی آنها متغیر است. بعضی از آداپتورها اطلاعات مربوط به فاصله کانونی را از سازنده یک لنز به بدن سازنده دیگر ارتباط می‌دهند. بعضی از لنزها که فاصله کانونی آنها را گزارش نمی‌کنند می‌توانند تراشه ای را به لنز اضافه کنند که یک فاصله کانونی از قبل برنامه‌ریزی شده را به بدنه دوربین گزارش می‌دهد.
بعضی اوقات، هیچ‌کدام از این تکنیکها کار نمی‌کنند و به راحتی نمی‌توان از لنزها با چنین لنزهایی استفاده کرد.
برخی از بدنه‌های دوربین که قادر به تثبیت بدن هستند، می‌توانند به صورت دستی در طول کانونی معین تنظیم
شوند. سیستم تثبیت آنها تصحیح می‌کند که انگار این لنز فاصله کانونی متصل است، بنابراین دوربین می‌تواند لنزهای قدیمی تر را تثبیت کند، و لنزها از سازندگان دیگر استفاده کنند. این با لنزهای زوم قابل استفاده نیست، زیرا طول کانونی آنها متغیر است. بعضی از آداپتورها اطلاعات مربوط به فاصله کانونی را از سازنده یک لنز به بدن سازنده دیگر ارتباط می‌دهند. بعضی از لنزها که فاصله کانونی آنها را گزارش نمی‌کنند می‌توانند تراشه ای را به لنز اضافه کنند که یک فاصله کانونی از قبل برنامه‌ریزی شده را به بدنه دوربین گزارش می‌دهد.
بعضی اوقات، هیچ‌کدام از این تکنیکها کار نمی‌کنند و به راحتی نمی‌توان از لنزها با چنین لنزهایی استفاده کرد.

#### دوگانه

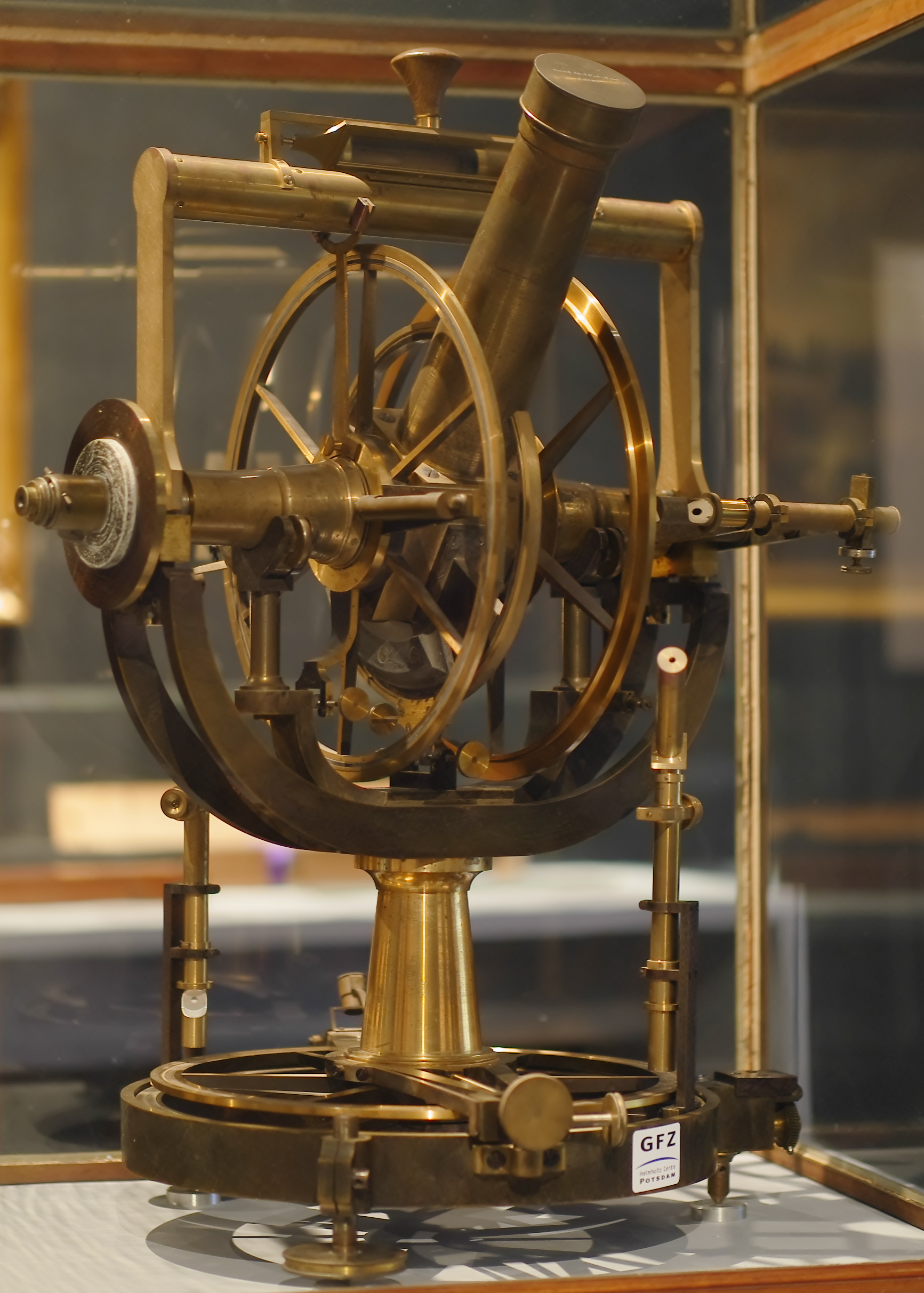
عکس موزه رایگان از یک تئودولیت تاریخی جهانی که بدون نور فلاش اما با تثبیت کننده تصویر دوگانه گرفته شده است. این تصویر با یک Panasonic Lumix DMC-GX8 و یک Nocticron با تقریباً دو برابر فاصله کانونی عادی سیستم دوربین گرفته شده است (42.5 mm) در f / 1.2 و با فیلتر قطبی سازی به منظور حذف بازتاب‌ها از شیشه شفاف از صفحه نمایش. سرعت ISO = ۸۰۰، زمان قرار گرفتن در معرض =، مقدار قرار گرفتن در معرض = 0.5

با شروع Panasonic Lumix DMC-GX8، که در ژوئیه سال ۲۰۱۵ اعلام شد و متعاقباً در Panasonic Lumix DC-GH5، Panasonic که سابقاً فقط در سیستم دوربین لنزهای قابل تعویض خود (از استاندارد Micro Four Thirds) تثبیت کننده لنز را مجهز کرده بود، معرفی شد. تثبیت کننده حسگر تغییر که با سیستم
مبتنی بر لنز موجود ("Dual IS") به صورت هماهنگ کار می‌کند.
در این بین (۲۰۱۶)، Olympus همچنین دو لنز با تثبیت کننده تصویر را ارائه می‌دهد که می‌توان با سیستم داخلی تثبیت کننده تصویر سنسورهای تصویر دوربین‌های Olympus 'Micro Four Thirds ("همگام سازی IS") همگام سازی کرد. با استفاده از این فناوری می‌توان بدون توقف تصاویر ۶٫۵ توقف در حالت
توقف بدست آورد. [۲۳] این محدود به حرکت چرخشی سطح زمین است که شتاب سنجهای دوربین را فریب می‌دهد؛ بنابراین بسته به زاویه دید، حداکثر زمان قرار گرفتن در معرض نباید برای عکسهای طولانی از تله فوتو (از فاصله کانونی معادل ۳۵ میلی‌متر ۸۰۰ میلی‌متر) و برای عکسهای با زاویه دید عریض بیش از ده ثانیه باشد. اگر فاصله کانونی معادل ۳۵ میلی‌متر ۲۴ میلی‌متر باشد)، اگر حرکت زمین با فرایند تثبیت کننده تصویر مورد توجه قرار نگیرد. [۲۴]
در سال ۲۰۱۵، سیستم دوربین سونی E همچنین امکان ترکیب سیستم‌های تثبیت کننده تصویر از لنزها و بدنه دوربین را فراهم کرد، اما بدون هماهنگ سازی در همان درجه‌های آزادی. در این حالت، فقط درجه‌های جبران خسارت مستقل از تثبیت کننده سنسور تصویر داخلی برای پشتیبانی از تثبیت لنز فعال می‌شوند. [۲۵]

### تثبیت کننده تصویر دیجیتال
تثبیت کننده تصویر دیجیتال در زمان واقعی، که به آن تثبیت کننده تصویر الکترونیکی نیز گفته می‌شود (EIS)، در برخی از دوربین‌های فیلمبرداری استفاده می‌شود. این روش تصویر الکترونیکی را از قاب به فریم فیلم تغییر می‌دهد، برای خنثی کردن حرکت کافی است. [۲۶] از پیکسل‌های خارج از مرز قاب قابل مشاهده استفاده می‌کند تا یک بافر برای حرکت ایجاد کند. این روش با صاف کردن انتقال از یک قاب به دیگری، لرزش‌های حواس‌پرتی از فیلم‌ها را کاهش می‌دهد. این تکنیک روی میزان نویز تصویر تأثیر نمی‌گذارد، مگر در مرزهای شدید
هنگام برون یابی تصویر. در مورد تاری تاری حرکت، هیچ کاری نمی‌تواند انجام دهد، که ممکن است در اثر جبران حرکت، تصویری به ظاهر از دست بدهد.
برخی از سازندگان دوربین هنوز هم دوربین‌های خود را به عنوان تثبیت کننده تصویر دیجیتال به بازار عرضه می‌کنند در حالی که آنها واقعاً دارای یک حالت حساسیت بالا بودند که از مدت زمان قرار گرفتن در معرض کوتاه استفاده می‌کند - تولید عکس‌هایی با تاری کم حرکت
، اما صدای بیشتر. در هنگام عکاسی از چیزی که در حال حرکت است، و همچنین از لرزش دوربین، تاری را کاهش می‌دهد.
در حال حاضر برخی دیگر نیز از پردازش سیگنال دیجیتالی (DSP) برای کاهش تاری در عکس‌ها استفاده می‌کنند، به عنوان مثال با تقسیم قرار گرفتن در معرض در چندین قرار گرفتن در معرض کوتاه‌تر در پی در پی سریع، دور انداختن موارد تار، دوباره تراز کردن
سریعترین زیر نورها و اضافه کردن آنها به یکدیگر، و با استفاده از ژیروسکوپ برای تشخیص بهترین زمان برای گرفتن هر فریم. [۲۸] [۲۹] [۳۰]

### فیلترهای تثبیت
بسیاری از سیستم‌های ویرایش غیر خطی ویدیویی از فیلترهای تثبیت کننده استفاده می‌کنند که می‌توانند با ردیابی حرکت پیکسل‌ها در تصویر و تصحیح تصویر با حرکت دادن قاب، تصویری غیر تثبیت شده را تصحیح
کنند. [۳۱] [۳۲] این فرایند شبیه به تثبیت کننده تصویر دیجیتال است، اما از آنجا که هیچ تصویری بزرگتر برای کار با فیلتر وجود ندارد، تصویر را پایین می‌آورد تا حرکت قاب را پنهان کند یا تلاش کند تا تصویر گمشده را در لبه از طریق برون یابی فضایی یا زمانی دوباره بازیابی کند. [۳۳]
بسیاری از سیستم‌های ویرایش غیر خطی ویدیویی از فیلترهای تثبیت کننده استفاده می‌کنند که می‌توانند با ردیابی حرکت پیکسل‌ها در تصویر و تصحیح تصویر با حرکت دادن قاب، تصویری غیر تثبیت شده را تصحیح
کنند. [۳۱] [۳۲] این فرایند شبیه به تثبیت کننده تصویر دیجیتال است، اما از آنجا که هیچ تصویری بزرگتر برای کار با فیلتر وجود ندارد، تصویر را پایین می‌آورد تا حرکت قاب را پنهان کند یا تلاش کند تا تصویر گمشده را در لبه از طریق برون یابی فضایی یا زمانی دوباره بازیابی کند. [۳۳]

### انتقال متعامد CCD
در نجوم مورد استفاده، یک انتقال گیرنده متعامد (OTCCD) در واقع در حال گرفتن تصویر، بر اساس تجزیه و تحلیل حرکت ظاهری ستاره‌های روشن، تصویر
را در درون خود CCD تغییر می‌دهد. این یک نمونه نادر از تثبیت دیجیتال برای تصاویر ثابت است. نمونه ای از این موارد در تلسکوپ گیگاپیکسلی آینده Pan-STARRS است که در هاوایی ساخته می‌شود. [۳۵]

### تثبیت کننده بدنه دوربین

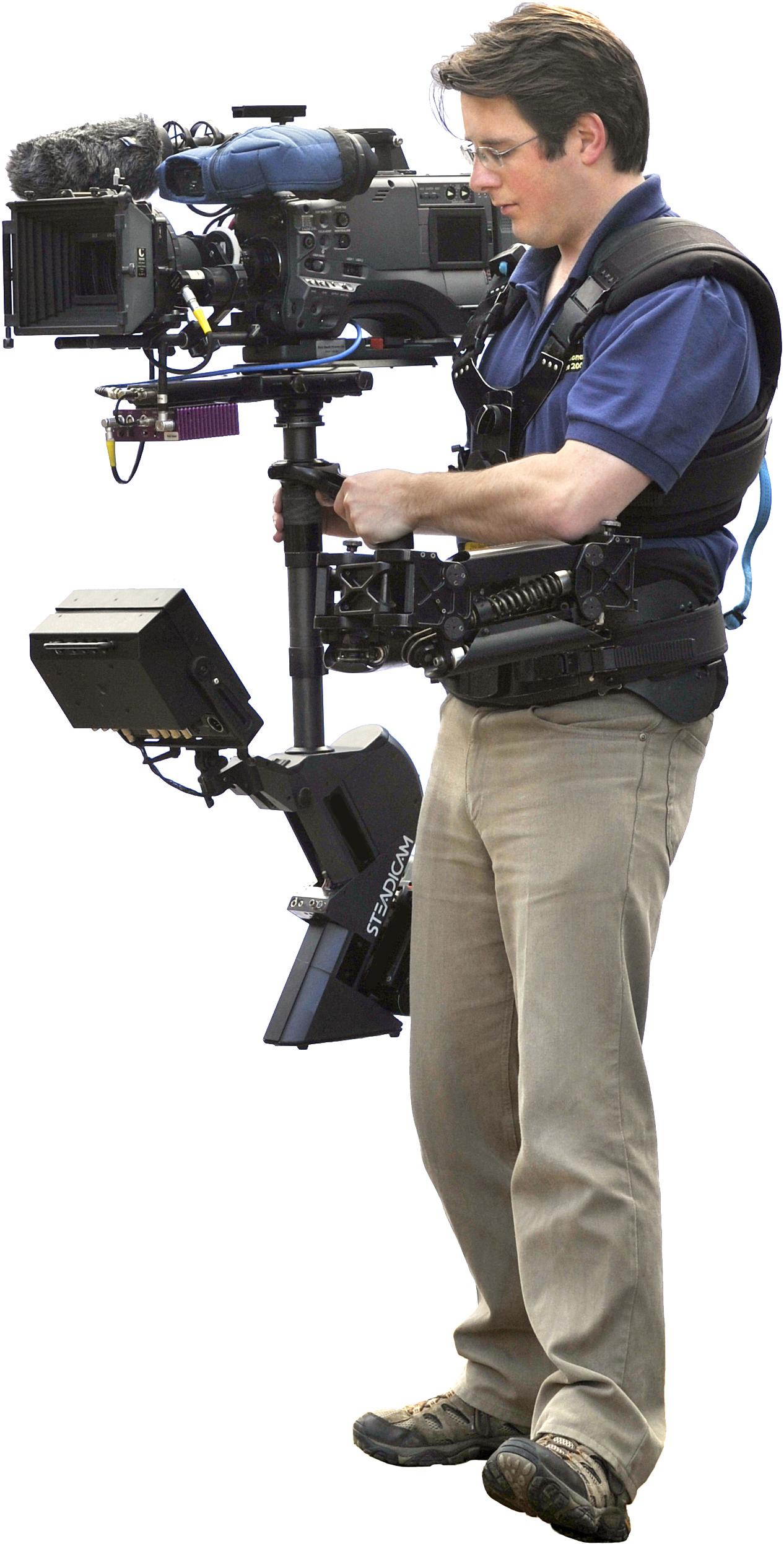
یک سیستم استادیکام

تکنیکی که به هیچ ترکیبی از لنزهای بدنه دوربین نیاز ندارد، به جای استفاده از یک روش داخلی، تثبیت کل بدنه دوربین در خارج است. این امر با اتصال یک
ژیروسکوپ به بدنه دوربین، معمولاً با استفاده از پایه سه‌پایه داخلی دوربین حاصل می‌شود. این امر باعث می‌شود تا دوربین ژیروسکوبی خارجی (گیمبال) تثبیت شود و معمولاً در عکاسی از وسیله نقلیه متحرک استفاده می‌شود، هنگامی که لنز یا دوربینی که نوع دیگری از تثبیت کننده تصویر را در دسترس نباشد، وجود دارد. [۳۶]
این امر با اجازه دادن به مونتاژ سنسور و لنزها به داخل دوربین می‌تواند در دوربین فیلمبرداری یکپارچه شده باشد. [۳۷]
تکنیک دیگر برای تثبیت بدنه دوربین فیلمبرداری یا فیلمبرداری، سیستم Steadicam است که با استفاده از مهار و رونق دوربین با وزنه ضد، دوربین را از بدنه اپراتور جدا می‌کند. [۳۸]

### تثبیت کننده دوربین
تثبیت کننده دوربین هر وسیله یا اشیایی است که به‌طور بیرونی دوربین را تثبیت می‌کند. این می‌تواند به Steadicam، سه‌پایه، دست اپراتور دوربین یا ترکیبی از این موارد اشاره کند.
در عکاسی از نزدیک، استفاده از سنسور چرخش برای جبران تغییرات در جهت اشاره کافی نیست. حرکت، به جای کج شدن، دوربین در قسمت بالا / پایین یا چپ /
راست با کسری از میلی‌متر قابل توجه می‌شود اگر می‌خواهید جزئیات اندازه میلی‌متر را بر روی جسم حل کنید. شتاب سنج‌های خطی در دوربین، همراه با اطلاعاتی مانند فاصله کانونی لنز و فاصله متمرکز، می‌توانند یک اصلاح ثانویه را در درایو که سنسور یا اپتیک را به حرکت درمی‌آورد، جبران کنند و لرزش‌های خطی و چرخشی را جبران کنند. [۳۹]

## از نظر بیولوژیکی
در بسیاری از حیوانات از جمله انسان، گوش داخلی به عنوان آنالوگ بیولوژیکی یک شتاب سنج در سیستم‌های تثبیت کننده تصویر دوربین، برای تثبیت تصویر با حرکت دادن چشم‌ها عمل می‌کند. هنگامی که چرخش سر تشخیص داده می‌شود، یک سیگنال مهاری از یک طرف به عضلات خارج از بدن ارسال می‌شود و سیگنال تحریکی به عضلات طرف دیگر می‌رسد. نتیجه یک حرکت جبرانی چشم است. به‌طور معمول حرکات چشم حرکات سر را کمتر از ۱۰ میلی ثانیه عقب می‌اندازد. [۴۰]